# National Capitol Columns

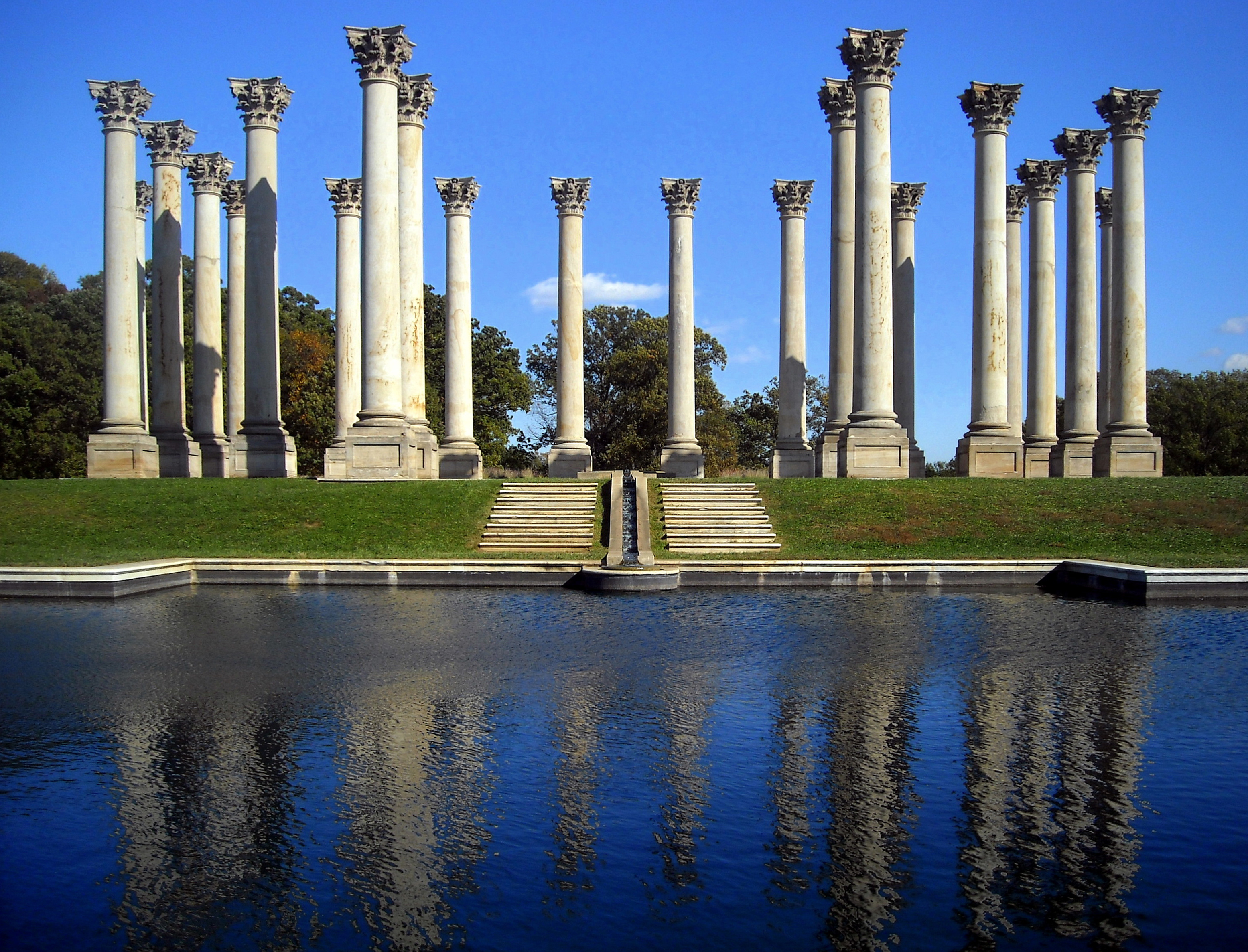
Columnas y piscina

National Capitol Columns,, traducido, las Columnas del Capitolio Nacional son un monumento en el Arboretum Nacional de Estados Unidos, Washington D. C.. Se trata de una colocación de veintidós columnas corintias que formaron parte del Capitolio de los Estados Unidos desde 1828 hasta 1958, colocadas en medio de 20 acres (8,1 ha) de prado abierto, conocido como Ellipse Meadow.

## Uso original
Las columnas de piedra arenisca se extrajeron cerca de Aquia Creek en Virginia y se transportaron a Washington en una barcaza. En algunas de las piedras aún pueden verse las antiguas marcas de identificación de la cantera.
Se colocaron originalmente en el pórtico este del Capitolio en 1828, mucho antes de que se completara la conocida cúpula del Capitolio. Sin embargo, cuando la cúpula se completó en 1866, parecía inadecuadamente sostenida por las columnas, porque la cúpula de hierro era significativamente más grande que la cúpula que el diseñador había previsto. Para corregir esta ilusión visual, en 1958 se construyó una adición al lado este del Capitolio y se quitaron las columnas.

## Transferencia al Arboretum

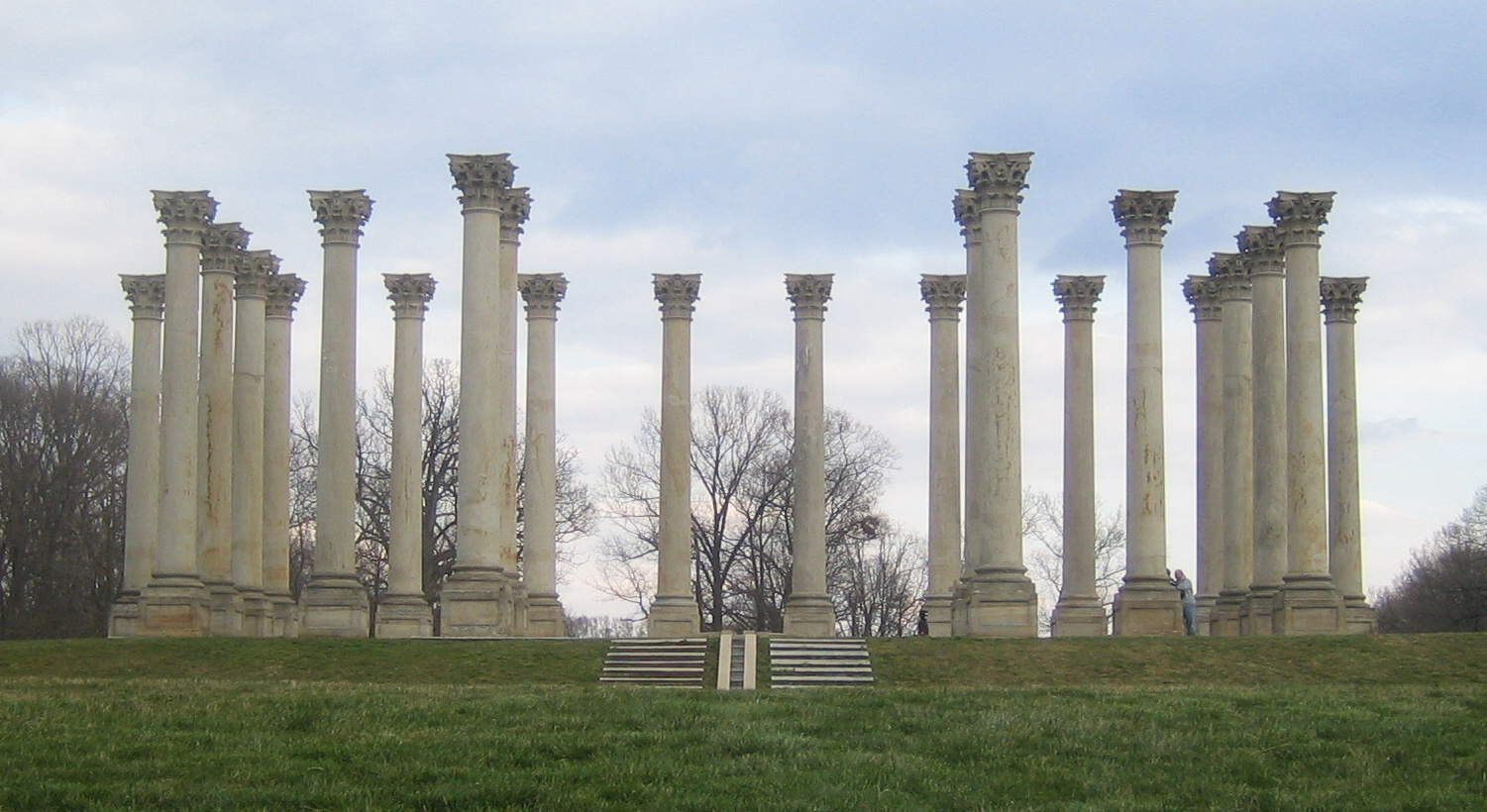
Las columnas del Capitolio Nacional

En la década de 1980, la benefactora del Arboretum Ethel Garrett asumió la causa de establecer un hogar permanente para las columnas. Russell Page, paisajista y amigo íntimo de Garrett, visitó el Arboretum en septiembre de 1984, sólo unos meses antes de su muerte. Determinó que el lado este de la pradera de la Elipse sería un lugar ideal, ya que las columnas estarían a la altura de los más de 20 acres (8,1 ha) de pradera abierta disponibles en el lugar[1].
Durante la década de 1980, la benefactora de Arboretum, Ethel Garrett, asumió la causa de establecer un hogar permanente para las columnas. Russell Page, un paisajista y amigo cercano de Garrett, visitó el Arboretum en septiembre de 1984, solo unos meses antes de su muerte. Determinó que el lado este de Ellipse Meadow sería una ubicación ideal, ya que las columnas estarían en escala con los más de 20 acres (8,1 ha) de prado abierto disponible en el sitio.
Las columnas se trasladaron a este sitio y se colocaron sobre una base de piedras de los escalones que originalmente estaban en el lado este del Capitolio. Una piscina reflectante, alimentada por un pequeño riachuelo de agua que corre por un canal en los escalones, refleja las columnas y proporciona sonido y movimiento.
Un capitel, o parte superior, de una de las columnas se encuentra en otra parte del prado, de modo que los visitantes puedan ver el detalle que el tallador de piedra incorporó al diseño. Las hojas de acanto son claramente visibles, y las muchas capas de pintura aplicadas mientras la columna estaba en su lugar en el Capitolio son visibles en partes de la piedra.

## Las dos columnas faltantes

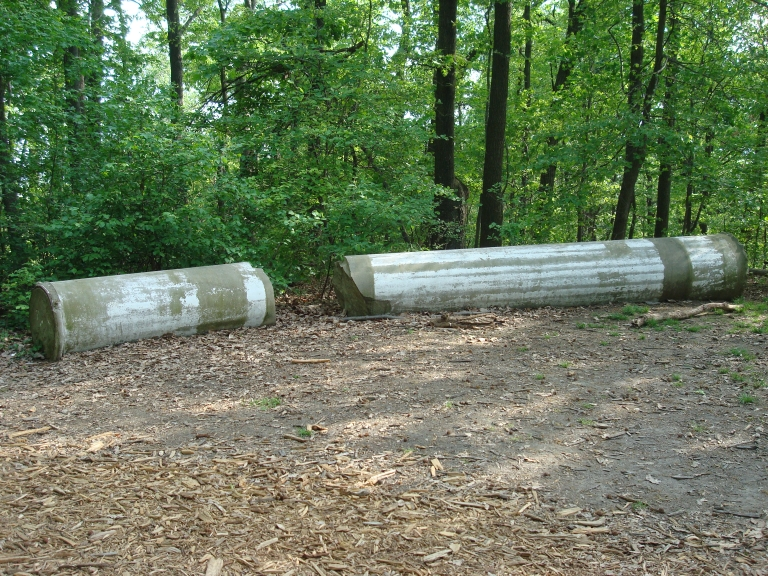
Una de las columnas que faltan

Solo 22 de las 24 columnas originales se encuentran en Ellipse Meadow. Las dos columnas restantes están dañadas y descansan en la cima del Monte Hamilton, dentro de la Colección Azalea del Arboretum. Ambas están partidas por la mitad y ninguna tiene basa ni capitel.